# ヤポネシア
ヤポネシア（Japonesia）とは、小説家の島尾敏雄が考案した造語である。日本を指すラテン語「Japonia」もしくは現代ギリシア語「Iaponia」に、群島を指す古典ギリシア語の語尾「ネシア（nesia）」を追加してカタカナ化したもので、日本国ではなく日本列島を意味する。文芸評論やポストコロニアル批評、カルチュラル・スタディーズ、において好んで用いられる表現である。

## 概要
島尾は横浜に生まれ神戸に育ったが、第二次大戦中に奄美大島の属島である加計呂麻島に駐屯していた。これが縁となり、島尾は1955年に奄美大島の名瀬（現在の奄美市名瀬地区）に移住する。その後、島尾は新日本文学会の機関誌『新日本文学』に「名瀬だより」と名付けられたエッセイを連載するが、この連作エッセイの中で提示されたのが、日本列島を「島々の連なり」として捉える視点である。ヤポネシアとは、そうした視点を解りやすく提示する為に島尾が考案した語と云える。またこの語は「琉球弧」という概念が文化論上の概念として再定義されるきっかけともなった。

## 影響
ヤポネシアという語は「琉球弧」とともに南西諸島住民とその子孫の間に広く受け入れられ、南西諸島が日本列島史において果たした役割や、近世から近代、現代にかけての被収奪・被抑圧の歴史を表現する際のキーワードとして多用されることとなった。ちなみに沖縄出身の作家、霜多正次には、みずからの戦時中の捕虜体験もからめた、「ヤポネシア」という小説がある。
なお、2020年の時点で、ヤポネシアもしくはヤポネシア人という言葉は学術用語としても認知されている。ヤポネシアに最初のヒトが渡来したのはおよそ4万年前と考えられ、彼らがどのような起源を持ち、ヤポネシア人として成立・発展していった過程を、古代人と現代人のゲノム比較等から明らかにする研究が2018年頃から行われている。